# David Lavaux
Pour les articles homonymes, voir Lavaux (homonymie).
David Lavaux est un homme politique belge né à Binche le 2 janvier 1964[réf. nécessaire]. Bourgmestre de la commune d'Erquelinnes dans le Hainaut de 1995 à 2024.

## Biographie
Il est conseiller provincial du Hainaut, ainsi que chef du groupe de son parti pour la province du Hainaut.
David Lavaux est un député issu du cdH, dans la circonscription électorale du Hainaut. Son mandait va du 21 avril 2005 jusqu'au 11 janvier 2007. Il a remplacé Catherine Fonck, qui avait été élue ministre de l'Enfance, de l'Aide à la jeunesse et de la Santé, au gouvernement de la Fédération Wallonie-Bruxelles, pour la période 2004-2009. Ce remplacement a eu lieu en juin 2007.
Ce bourgmestre est également président de la commission des Naturalisations à la Chambre des Représentants, durant six années. Durant son mandat, David Lavaux s'est exprimé en défaveur de la naturalisation belge du chanteur, Johnny Hallyday,,.

## Polémique
Lorsqu'un fermier a déplacé une borne séparant la Belgique de la France, David Lavaux est bourgmestre d'Erquelinnes qui est la petite ville où cela s'est passé,,,. Le nom de la localité où la frontière est repoussée de 2,20m est Montignies-Saint-Christophe. Selon la maire de Bousignies-sur-Roc, Amélie Welonek, ceci constitue une violation du Traité de Courtrai. Ce traité délimite la frontière belgo-française.